# فرانشيسكو رومانو
فرانشيسكو رومانو (Francesco Romano) ، (سافيانو بمقاطعة نابولي، 25 ابريل 1960) ، لاعب كرة قدم إيطالي سابق. لعب مع منتخب إيطاليا لكرة القدم.

## روابط خارجية
- فرانشيسكو رومانو على موقع قاعدة بيانات كرة القدم.إي يو (الإنجليزية)
- فرانشيسكو رومانو على موقع عالم كرة القدم.نت (الإنجليزية)